# Liste des députés européens du Royaume-Uni de la 6e législature
Cet article présente la liste des députés européens du Royaume-Uni élus lors des élections européennes de 2004 au Royaume-Uni.

## Liste
| Nom                     | Parti                                           | Groupe parlementaire européen | Circonscription          |
| ----------------------- | ----------------------------------------------- | ----------------------------- | ------------------------ |
| Jim Allister            | Voix unioniste traditionnelle                   | NI                            | Irlande du Nord          |
| Richard Ashworth        | Parti conservateur                              | PPE-DE                        | Angleterre du Sud-Est    |
| Robert Atkins           | Parti conservateur                              | PPE-DE                        | Angleterre du Nord-Ouest |
| Elspeth Attwooll        | Libéraux-démocrates                             | ADLE                          | Écosse                   |
| Gerard Batten           | UKIP                                            | IND/DEM                       | Grand Londres            |
| Christopher Beazley     | Parti conservateur                              | PPE-DE                        | Angleterre de l'Est      |
| Godfrey Bloom           | UKIP                                            | IND/DEM                       | Yorkshire-et-Humber      |
| John Bowis              | Parti conservateur                              | PPE-DE                        | Grand Londres            |
| Sharon Bowles           | Libéraux-démocrates                             | ADLE                          | Angleterre du Sud-Est    |
| Philip Bradbourn        | Parti conservateur                              | PPE-DE                        | Midlands de l'Ouest      |
| Philip Bushill-Matthews | Parti conservateur                              | PPE-DE                        | Midlands de l'Ouest      |
| Martin Callanan         | Parti conservateur                              | PPE-DE                        | Angleterre du Nord-Est   |
| Michael Cashman         | Parti travailliste                              | PSE                           | Midlands de l'Ouest      |
| Giles Chichester        | Parti conservateur                              | PPE-DE                        | Angleterre du Sud-Est    |
| Derek Clark             | UKIP                                            | IND/DEM                       | Midlands de l'Est        |
| Trevor Colman           | UKIP                                            | IND/DEM                       | Angleterre du Sud-Est    |
| Richard Corbett         | Parti travailliste                              | PSE                           | Yorkshire-et-Humber      |
| Chris Davies            | Libéraux-démocrates                             | ADLE                          | Angleterre du Nord-Ouest |
| Bairbre de Brún         | Sinn Féin                                       | GUE/NGL                       | Irlande du Nord          |
| Nirj Deva               | Parti conservateur                              | PPE-DE                        | Angleterre du Sud-Est    |
| Den Dover               | Indépendant                                     | NI                            | Angleterre du Nord-Ouest |
| Andrew Duff             | Libéraux-démocrates                             | ADLE                          | Angleterre de l'Est      |
| James Elles             | Parti conservateur                              | PPE-DE                        | Angleterre du Sud-Est    |
| Jillian Evans           | Plaid Cymru                                     | Verts/ALE                     | Pays de Galles           |
| Jonathan Evans          | Parti conservateur                              | PPE-DE                        | Pays de Galles           |
| Robert Evans            | Parti travailliste                              | PSE                           | Grand Londres            |
| Nigel Farage            | UKIP                                            | IND/DEM                       | Angleterre du Sud-Est    |
| Glyn Ford               | Parti travailliste                              | PSE                           | Angleterre du Sud-Est    |
| Neena Gill              | Parti travailliste                              | PSE                           | Midlands de l'Ouest      |
| Fiona Hall              | Libéraux-démocrates                             | ADLE                          | Angleterre du Nord-Est   |
| Daniel Hannan           | Parti conservateur                              | NI                            | Angleterre du Sud-Est    |
| Malcolm Harbour         | Parti conservateur                              | PPE-DE                        | Midlands de l'Ouest      |
| Chris Heaton-Harris     | Parti conservateur                              | PPE-DE                        | Midlands de l'Est        |
| Roger Helmer            | Parti conservateur                              | NI                            | Midlands de l'Est        |
| Mary Honeyball          | Parti travailliste                              | PSE                           | Grand Londres            |
| Richard Howitt          | Parti travailliste                              | PSE                           | Angleterre de l'Est      |
| Ian Hudghton            | Parti national écossais                         | Verts/ALE                     | Écosse                   |
| Stephen Hughes          | Parti travailliste                              | PSE                           | Angleterre du Nord-Est   |
| Caroline Jackson        | Parti conservateur                              | PPE-DE                        | Angleterre du Sud-Est    |
| Syed Kamall             | Parti conservateur                              | PPE-DE                        | Grand Londres            |
| Saj Karim               | {Conservateurs                                  | PPE-DE                        | Angleterre du Nord-Ouest |
| Robert Kilroy-Silk      | UKIP / Indépendant                              | IND/DEM / NI                  | Midlands de l'Est        |
| Glenys Kinnock          | Parti travailliste                              | PSE                           | Pays de Galles           |
| Timothy Kirkhope        | Parti conservateur                              | PPE-DE                        | Yorkshire-et-Humber      |
| Roger Knapman           | UKIP                                            | IND/DEM                       | Angleterre du Sud-Est    |
| Jean Lambert            | Parti vert de l'Angleterre et du pays de Galles | Verts/ALE                     | Grand Londres            |
| Caroline Lucas          | Parti vert de l'Angleterre et du pays de Galles | Verts/ALE                     | Angleterre du Sud-Est    |
| Sarah Ludford           | Libéraux-démocrates                             | ADLE                          | Grand Londres            |
| Liz Lynne               | Libéraux-démocrates                             | ADLE                          | Midlands de l'Ouest      |
| David Martin            | Parti travailliste                              | PSE                           | Écosse                   |
| Linda McAvan            | Parti travailliste                              | PSE                           | Yorkshire-et-Humber      |
| Arlene McCarthy         | Parti travailliste                              | PSE                           | Angleterre du Nord-Ouest |
| Edward McMillan-Scott   | Parti conservateur                              | PPE-DE                        | Yorkshire-et-Humber      |
| Claude Moraes           | Parti travailliste                              | PSE                           | Grand Londres            |
| Eluned Morgan           | Parti travailliste                              | PSE                           | Pays de Galles           |
| Ashley Mote             | UKIP / Indépendant                              | IND/DEM / NI                  | Angleterre du Sud-Est    |
| Mike Nattrass           | UKIP                                            | IND/DEM                       | Midlands de l'Ouest      |
| Bill Newton Dunn        | Libéraux-démocrates                             | ADLE                          | Midlands de l'Est        |
| Emma Nicholson          | Libéraux-démocrates                             | ADLE                          | Angleterre du Sud-Est    |
| Jim Nicholson           | Parti unioniste d'Ulster                        | PPE-DE                        | Irlande du Nord          |
| Neil Parish             | Parti conservateur                              | PPE-DE                        | Angleterre du Sud-Est    |
| John Purvis             | Parti conservateur                              | PPE-DE                        | Écosse                   |
| Brian Simpson           | Parti travailliste                              | PSE                           | Angleterre du Nord-Ouest |
| Peter Skinner           | Parti travailliste                              | PSE                           | Angleterre du Sud-Est    |
| Alyn Smith              | Parti national écossais                         | Verts/ALE                     | Écosse                   |
| Struan Stevenson        | Parti conservateur                              | PPE-DE                        | Écosse                   |
| Catherine Stihler       | Parti travailliste                              | PSE                           | Écosse                   |
| Robert Sturdy           | Parti conservateur                              | PPE-DE                        | Angleterre de l'Est      |
| David Sumberg           | Parti conservateur                              | PPE-DE                        | Angleterre du Nord-Ouest |
| Charles Tannock         | Parti conservateur                              | PPE-DE                        | Grand Londres            |
| Jeffrey Titford         | UKIP                                            | IND/DEM                       | Angleterre de l'Est      |
| Gary Titley             | Parti travailliste                              | PSE                           | Angleterre du Nord-Ouest |
| Geoffrey van Orden      | Parti conservateur                              | PPE-DE                        | Angleterre de l'Est      |
| Diana Wallis            | Libéraux-démocrates                             | ADLE                          | Yorkshire-et-Humber      |
| Graham Watson           | Libéraux-démocrates                             | ADLE                          | Angleterre du Sud-Est    |
| John Whittaker          | UKIP                                            | IND/DEM                       | Angleterre du Nord-Ouest |
| Glenis Willmott         | Parti travailliste                              | PSE                           | Midlands de l'Est        |
| Tom Wise                | UKIP                                            | IND/DEM                       | Angleterre de l'Est      |